# Heinrich Troßbach
Heinrich Troßbach (* 8. März 1903 in Metz, Lothringen; † 8. Oktober 1947 in Kulmbach) war ein deutscher Leichtathlet, der in den 1920er Jahren in der Disziplin 110-Meter-Hürdenlauf erfolgreich war. Er startete für Eintracht Frankfurt und ab 1924 für den Berliner Sport-Club.

## Karriere
Am 3. Juni 1923 lief er in Frankfurt mit 15,1 s Europarekord, den er am 16. September desselben Jahres ebenfalls in Frankfurt wiederholen konnte. Im darauffolgenden Jahr verlor er seinen Rekord zwar an den Schweden Sten Pettersson, der mit 14,9 s als erster Europäer unter 15 Sekunden lief, aber am 8. August 1925 in Berlin lief er ebenfalls 14,9 s und verfehlte den von dem Kanadier Earl Thomson im Jahr 1920 aufgestellten Weltrekord von 14,8 s nur um eine Zehntelsekunde. Bereits im Jahr 1922 hatte Heinrich Troßbach den zehn Jahre alten deutschen Rekord von Walter Martin mit 15,8 s um nicht weniger als eine halbe Sekunde auf 15,3 s verbessert. Diese Zeit erzielte er am 20. August in Duisburg. Sie wurde erst 1931 von Ferdinand Beschetznick unterboten.
Heinrich Troßbachs zweifaches Pech bestand darin, dass ihm eine olympische Medaille ebenso wie die Anerkennung seines Weltrekords verwehrt blieb: Zu den Spielen 1924 in Paris (und 1920 in Antwerpen) wurde Deutschland infolge seiner Rolle im Ersten Weltkrieg nicht eingeladen, und Weltrekorde konnten der damaligen Regel zufolge nur dann anerkannt werden, wenn sämtliche Hürden stehen blieben. So konnten die Fabelzeiten, die Troßbach mit 14,6 und 14,5 s am 16. August 1925 in Frankfurt gelaufen war, nicht berücksichtigt werden. In der Weltbestenliste des Jahres 1925 wird er jedoch mit 14,5 s an erster Stelle geführt – und zusätzlich an siebter Stelle über 400 Meter Hürden, über die er 55,0 s gelaufen war.
Troßbach hatte bei einer Größe von 1,87 m ein Wettkampfgewicht von 78 kg.
Er war als Hauptdienststellenleiter im Deutschen Reichsbund für Leibesübungen in Berlin beschäftigt.
Sein Sohn Wolfgang (* 24. August 1927), Silbermedaillengewinner der Studentenweltspiele 1949 in Meran (Merano) und Teilnehmer der Olympischen Spiele 1952, konnte sich von 1946 bis 1955 zehnmal bei Deutschen Meisterschaften über 110 Meter Hürden platzieren. 1951, 1952 und 1953 wurde er jeweils Meister.
Diese Erfolgsgeschichte Vater/Sohn, mit fast identischen Leistungen in einer technischen Disziplin, ist bis heute in Deutschland ohne Beispiel, in Österreich sind die Speerwerfer Erwin und Walter Pektor vergleichbar.

## Erfolge bei Deutschen Meisterschaften über 110 Meter Hürden
- 1922: Meister vor Ernst Paulus und Arthur Holz
- 1923: Meister vor Reinhold Kasten und Stein
- 1925: Meister vor Morgenroth und Hans Steinhardt
- 1926: Meister vor Morgenroth und Ewald Schulze
- 1928: Dritter hinter Hans Steinhardt und Willi Welscher
- 1929: Zweiter hinter Willi Welscher und vor Erwin Wegner
- 1931: Dritter hinter Ferdinand Beschetznick und Erwin Wegner

ferner
- 1923: Meister über 400 m Hürden
- 1925: Meister über 400 m Hürden in Rekordzeit von 55,0 s (nicht anerkannt wegen Reißens einer Hürde)
- 1926: Zweiter über 400 m Hürden hinter Otto Peltzer

Heinrich Troßbach hat über beide Hürdenstrecken somit sechs Deutsche Meistertitel erzielt.